# Reumatikerförbundet
Reumatikerförbundet är en medlemsorganisation som arbetar för människor med reumatisk sjukdom. Bland de diagnoser med högst incidens som omfattas av verksamheten återfinns artros, reumatoid artrit och fibromyalgi men även osteoporos eftersom sjukdomen är kraftigt överrepresenterad hos personer med inflammatorisk systemsjukdom. Förbundet bildades 1945 och är Sveriges största patientorganisation. Förbundets vision är ett bra liv för alla reumatiker och lösningen på reumatismens gåta. 
Det finns drygt 90 olika reumatiska diagnoser och uppskattningsvis lever över en miljon människor i Sverige med någon reumatisk sjukdom. Reumatikerförbundet arbetar med kunskapsspridning, påverkansarbete och olika former av stöd. Samtidigt är organisationen en av de största privata bidragsgivarna till svensk reumatologisk forskning. Förbundet bidrar även till att patienter deltar i forskning om sin behandling, så kallad klinisk forskning, och med att utbilda patienter till att vara forskningspartners i olika forskningsprojekt. 

## Organisation
Reumatikerförbundet är organiserat i 24 distrikt med och drygt 160 lokalföreningar i hela landet. Här finns även Riksföreningen för SLE,  Riksföreningen för systemisk skleros (sklerodermi), Riksföreningen för myositsjukdomar samt en Riksorganisation för Unga Reumatiker. Ordförande är Lotta Håkansson. Generalsekreterare är Stina Nordström.

## Historia
Den 23 november 1945 valde man namnet, Riksföreningen mot Reumatism, RMR. År 1973 ändrades namnet till Riksförbundet mot Reumatism, och organisationen fick nya stadgar. Lokalföreningar kunde bildas, och medlemmarna valde sin förbundsstyrelse genom ombud som utsetts av länsföreningarna. Vid kongressen 1995 bytte förbundet namn till Reumatikerförbundet, och en ny logotyp togs fram. Förkortningen RMR försvann.